# Karaimizm

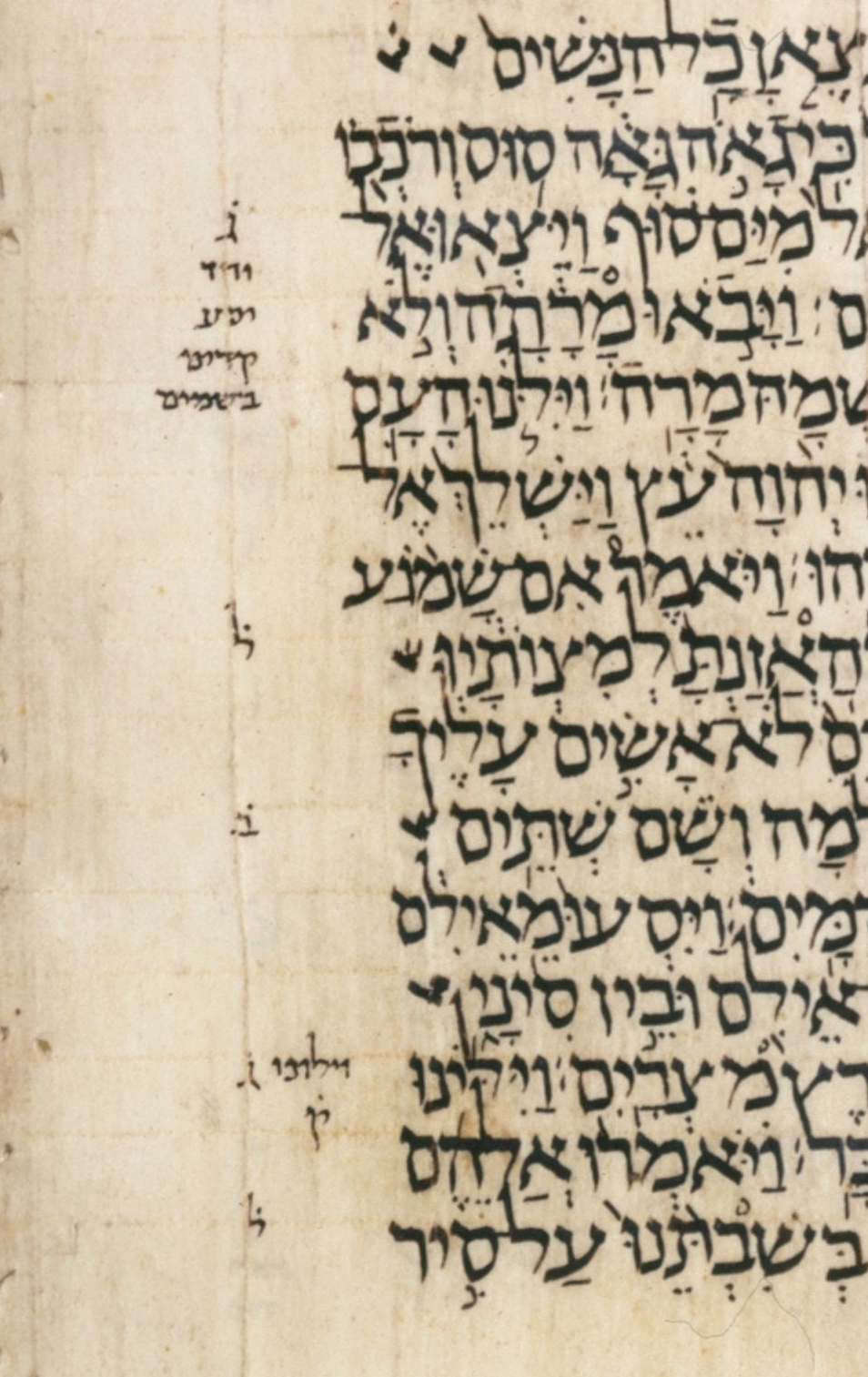
strona Biblii karaimskiej

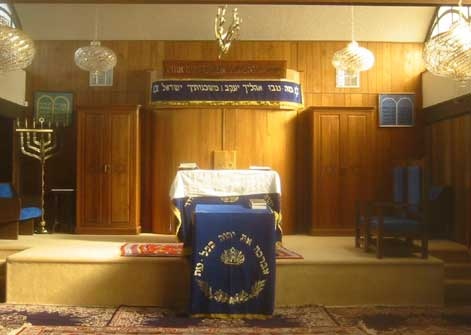
Wnętrze kienesy Bnei Israel w Kalifornii

Karaimizm, karaizm – kierunek w teologii żydowskiej, odrzucający Talmud i autorytet tradycji rabinów.

## Pochodzenie
Karaimizm wyodrębnił się z judaizmu ok. VIII w. na terenie Mezopotamii, a następnie rozszerzył się na tereny Bizancjum, Egiptu i Imperium osmańskiego. Wyznawcy nazywani są karaimami. Pojęcie „karaimizm” pochodzi od hebrajskiego קרא (kar’a) – czytać, recytować. Za głównego kodyfikatora religii karaimskiej uznawany jest Anan, syn Dawida z Basry (urodzony ok. 754–755).
Karaimizm przyjęły oprócz Żydów niektóre ludy tureckie, których potomkowie zamieszkują w Rosji i na Ukrainie. Kultywują oni nieco odmienne, niż karaimi orientalni, obrządki religijne karaimizmu.

## Nauka Anana
W swoim mniemaniu Anan nie był założycielem nowej religii, ale reformatorem i odnowicielem zasad wiary. Istota jego działalności polegała na propagowaniu powrotu do czystej nauki Mojżesza i proroków. Anan wystąpił przeciwko nauczaniu talmudystów. Skupił wokół siebie ludzi niezadowolonych z wprowadzenia porządku talmudycznego. Sedno nauki Anana można streścić w zdaniu: „Szukajcie dokładnie w Biblii i nie polegajcie na własnym zdaniu”.

## Nawiązania
Karaimizm przejął pewne tendencje od innych grup religijnych:
- od saduceuszy niechęć do tradycji niemającej wyraźnych podstaw w Torze,
- od esseńczyków skłonność do ascetycznego sposobu życia.

## Religia
Podstawowymi źródłami Karaimizmu są:
- Pięcioksiąg – szczególnie Dekalog, z zasadą i obowiązkiem samodzielnej interpretacji, oraz późniejsza tradycja nietalmudyczna o ile nie jest sprzeczna z Torą i tradycją,
- Mojżesz uznawany jest za głowę Bożych proroków.

Religia zasadza się na dwóch głównych podstawach: dziesięciorgu przykazaniach Bożych oraz dziesięciu artykułach wiary.
Artykuły wiary:
1. wszechmocny Bóg istnieje odwiecznie,
2. jedność i potęga boska nie mogą być przyrównane do żadnej istoty i są niepojętne dla rozumu ludzkiego,
3. wszystko, co istnieje, od aniołów począwszy, a na najniższych istotach skończywszy, zostało stworzone przez Boga,
4. opatrzność Boża czuwa nad każdą istotą,
5. Bóg natchnął duchem proroczym Mojżesza i przez niego zesłał prawo,
6. Pięcioksięgu ani zawartych w nim Dziesięciorga Przykazań nie można zmienić ani uzupełnić,
7. prorocy zawsze byli natchnieni duchem Bożym,
8. Bóg wyznaczył każdemu człowiekowi nagrodę i karę według zasług i przewinień jego,
9. wskrzeszenie zmarłych nastąpi w dniu Sądu Ostatecznego,
10. Bóg wybawi świat poprzez zesłanie Mesjasza.

Modlitwa składa się z trzech części:
1. pochwała Boga,
2. wyrażenie wdzięczności Bogu,
3. prośba o wybaczenie grzechów oraz o dobrodziejstwo na przyszłość.

Podstawą liturgii są psalmy.
Spowiedź jest powszechna, ale grzechy nie są wyjawiane przed innymi, także przed duchownymi.

## Dalsze losy
W XIII i XIV w. powstały większe społeczności karaimskie w Haliczu oraz we Lwowie. W okresie rządów wielkiego księcia Witolda (1392–1430) Karaimi zostali osadzeni w obrębie pasa obronnego jako obrona przed Krzyżakami. Obecnie żyją w Izraelu, na Litwie, Ukrainie, Turcji, Egipcie oraz Polsce.
W Polsce funkcjonuje Karaimski Związek Religijny. W Warszawie istnieje jedyny czynny cmentarz karaimski w Polsce.